# Temporada 2020-2021 del fútbol francés
La Temporada 2020-2021 del fútbol francés abarca todas las actividades relativas a campeonatos de fútbol profesional, nacionales e internacionales, disputados por clubes franceses, y por las selecciones nacionales de este país en sus diversas categorías durante la temporada europea de fútbol. Los torneos locales en Francia están organizados por la Ligue de Football Professionnel y la Federación Francesa de Fútbol. En ese orden de ideas, como miembro activo de la UEFA y la FIFA sus clubes y selecciones, también tienen derecho a participar en los torneos de clubes o selecciones que estos últimos organicen. 

## Torneos locales

### Ligue 1
Al término del campeonato, el equipo que acumula más puntos se proclama campeón de la liga francesa y se clasifica para la Liga de Campeones de la UEFA, junto con el segundo clasificado. El tercer clasificado disputa la tercera ronda previa. El cuarto clasificado obtiene una plaza para la Liga Europa de la UEFA. Finalmente el quinto obtendrá un cupo para la Liga Europa Conferencia.
| Francia                                             |
| Campeón Lille Olympique Sporting Club Quinto título |

##### Representantes en competición internacional
| Clasificado como | Liga de Campeones de la UEFA 2021-22 | Liga Europa de la UEFA 2021-22 | Liga Europa Conferencia de la UEFA 2021-22 |
| ---------------- | ------------------------------------ | ------------------------------ | ------------------------------------------ |
| Francia 1        | Lille OSC                            | Olympique de Lyon              | Stade Rennes                               |
| Francia 2        | Paris Saint-Germain                  | Olympique de Marsella          |                                            |
| Francia 3        | AS Monaco                            |                                |                                            |

### Division 1 Féminine
El club que suma más puntos al término del campeonato se proclama campeón de liga y obtiene una plaza para la siguiente edición de la Liga de Campeones de la UEFA junto al segundo y tercero mejor posicionado.

| Francia                                                 |
| Campeón Paris Saint-Germain Football Club Primer título |

##### Representantes en competición internacional
| Clasificado como | Liga de Campeones de la UEFA 2021-22 |
| ---------------- | ------------------------------------ |
| Francia 1        | Paris Saint-Germain                  |
| Francia 2        | Olympique de Lyon                    |
| Francia 3        | Girondins de Burdeos                 |

### Ligue 2
El club que, una vez acabados todos los partidos que corresponden jugar esa liga, haya conseguido un mayor número de puntos se proclama vencedor del campeonato.
| Francia                                          |
| Campeón Espérance Sportive Troyes Segundo título |

#### Relevos
| Pos | Ascendidos a Ligue 1 2021-22             |
| --- | ---------------------------------------- |
| 1.º | Espérance Sportive Troyes Aube Champagne |
| 2.º | Clermont Foot 63                         |

| Pos  | Descendidos a Ligue 2 2021-22 |
| ---- | ----------------------------- |
| 19.º | Nîmes Olympique               |
| 20.º | Dijon Football Côte d'Or      |

### Championnat National
El club que, una vez acabados todos los partidos que corresponden jugar esa liga, haya conseguido un mayor número de puntos se proclama vencedor del campeonato.
| Francia                                     |
| Campeón Sporting Club Bastia Segundo título |

#### Relevos
Debido a la Pandemia de COVID-19 en Francia el National 2 no pudo terminarse, declarando los ascensos y descensos desiertos.
| Pos.        | Ascendidos de Championnat National 2 |
| ----------- | ------------------------------------ |
| 1.º Grupo A |                                      |
| 1.º Grupo B |                                      |
| 1.º Grupo C |                                      |
| 1.º Grupo D |                                      |

### Championnat National 2
El club ganador de su grupo con más puntos al final de la temporada se le considerará campeón del torneo.
Edición anulada por la Pandemia de COVID-19 en Francia.

#### Relevos
Debido a la Pandemia de COVID-19 en Francia el National 3 no pudo terminarse, declarando los ascensos y descensos desiertos.
| Pos. | Descendidos de Championnat National |
| ---- | ----------------------------------- |
| 15.º |                                     |
| 16.º |                                     |
| 17.º |                                     |
| 18.º |                                     |

### Championnat National 3
Si bien el torneo se llama National 3, no existe un solo campeón declarado. En realidad cada club ganador en su zona regional es considerado como campeón del campeonato. 
Edición anulada por la Pandemia de COVID-19 en Francia.
| Grupo                                              | Campeón de la region y ascendido a National 2 2021-2022 |
| -------------------------------------------------- | ------------------------------------------------------- |
| Regional Pays de la Loire                          |                                                         |
| Regional Occitania                                 |                                                         |
| Regional Isla de Francia                           |                                                         |
| Regional Auvernia-Ródano-Alpes                     |                                                         |
| Regional Borgoña-Franco Condado                    |                                                         |
| Regional Bretaña                                   |                                                         |
| Regional Centro-Valle de Loira                     |                                                         |
| Regional Corcéga-Provenza-Alpes-Costa Azul         |                                                         |
| Regional Gran Este Alsacia-Lorena-Champaña-Ardenas |                                                         |
| Regional Alta Francia                              |                                                         |
| Regional Normandía                                 |                                                         |
| Regional Nueva Aquitania                           |                                                         |

## Copas locales

### Copa de Francia
El ganador obtiene acceso directo a la fase de grupos de la Liga Europa de la UEFA 2021-22.
| Fecha      | Ciudad             | Equipo local        | Resultado | Equipo visitante |
| ---------- | ------------------ | ------------------- | --------- | ---------------- |
| 19 de mayo | Saint-Denis, París | París Saint-Germain | 2 : 0     | AS Monaco        |

| Francia                                         |
| Campeón París Saint-Germain Decimocuarto título |

### Copa Femenina de Francia
Edición anulada por la Pandemia de COVID-19 en Francia.

### Supercopa de Francia
| Fecha       | Ciudad | Equipo local        | Resultado | Equipo visitante      |
| ----------- | ------ | ------------------- | --------- | --------------------- |
| 13 de enero | Lens   | París Saint-Germain | 2 : 1     | Olympique de Marsella |

| Francia                                   |
| Campeón París Saint-Germain Décimo título |

### Copa Gambardella
Edición anulada por la Pandemia de COVID-19 en Francia.

## Torneos internacionales

### Liga de Campeones de la UEFA
| Equipo                | Fase final     | Pts. | PJ | PG | PE | PP | GF | GC | Dif. |
| --------------------- | -------------- | ---- | -- | -- | -- | -- | -- | -- | ---- |
| París Saint-Germain   | Semifinales    | 19   | 12 | 6  | 1  | 5  | 22 | 15 | 7    |
| Olympique de Marsella | Fase de grupos | 3    | 6  | 1  | 0  | 5  | 2  | 13 | -11  |
| Stade Rennes          | Fase de grupos | 1    | 6  | 0  | 1  | 5  | 3  | 11 | -8   |

### Liga de Campeones Femenina de la UEFA
| Equipo              | Fase final       | Pts. | PJ | PG | PE | PP | GF | GC | Dif. |
| ------------------- | ---------------- | ---- | -- | -- | -- | -- | -- | -- | ---- |
| París Saint-Germain | Semifinales      | 13   | 8  | 4  | 1  | 3  | 17 | 2  | 15   |
| Olympique de Lyon   | Cuartos de Final | 15   | 6  | 5  | 0  | 1  | 13 | 5  | 8    |

### Liga Europa de la UEFA
| Equipo         | Fase final                   | Pts. | PJ | PG | PE | PP | GF | GC | Dif. |
| -------------- | ---------------------------- | ---- | -- | -- | -- | -- | -- | -- | ---- |
| Lille O S C    | Dieciseisavos de final       | 11   | 8  | 3  | 2  | 3  | 16 | 10 | 6    |
| O G C Niza     | Fase de grupos               | 3    | 6  | 1  | 0  | 5  | 8  | 16 | -8   |
| Stade de Reims | Tercera ronda clasificatoria | 4    | 2  | 1  | 1  | 0  | 1  | 0  | 1    |

## Selecciones nacionales masculinas

### Absoluta

#### Partidos de la Selección absoluta en 2020-2021
| Fecha                   | Ciudad      | Competición                     | Racha | Local                |                                 | Resultado |                      | Visitante |
| ----------------------- | ----------- | ------------------------------- | ----- | -------------------- | ------------------------------- | --------- | -------------------- | --------- |
| 5 de septiembre de 2020 | Oslo        | Liga de Naciones UEFA 20/21     | Sí    | Suecia               | Bandera de Suecia               | 0:1       | Bandera de Francia   | Francia   |
| 8 de septiembre de 2020 | Saint-Denis | Liga de Naciones UEFA 20/21     | Sí    | Francia              | Bandera de Francia              | 4:2       | Bandera de Croacia   | Croacia   |
| 7 de octubre de 2020    | Saint-Denis | Amistoso                        | Sí    | Francia              | Bandera de Francia              | 7:1       | Bandera de Ucrania   | Ucrania   |
| 11 de octubre de 2020   | Saint-Denis | Liga de Naciones UEFA 20/21     |       | Francia              | Bandera de Francia              | 0:0       | Bandera de Portugal  | Portugal  |
| 14 de octubre de 2020   | Zagreb      | Liga de Naciones UEFA 20/21     | Sí    | Croacia              | Bandera de Croacia              | 1:2       | Bandera de Francia   | Francia   |
| 11 de noviembre de 2020 | Saint-Denis | Amistoso                        | No    | Francia              | Bandera de Francia              | 0:2       | Bandera de Finlandia | Finlandia |
| 14 de noviembre de 2020 | Lisboa      | Liga de Naciones UEFA 20/21     | Sí    | Portugal             | Bandera de Portugal             | 0:1       | Bandera de Francia   | Francia   |
| 17 de noviembre de 2020 | Saint-Denis | Liga de Naciones UEFA 20/21     | Sí    | Francia              | Bandera de Francia              | 4:2       | Bandera de Suecia    | Suecia    |
| 24 de marzo de 2021     | Saint-Denis | Clasificación Copa Mundial 2022 |       | Francia              | Bandera de Francia              | 1:1       | Bandera de Ucrania   | Ucrania   |
| 28 de marzo de 2021     | Astaná      | Clasificación Copa Mundial 2022 | Sí    | Kazajistán           | Bandera de Kazajistán           | 0:2       | Bandera de Francia   | Francia   |
| 31 de marzo de 2021     | Sarajevo    | Clasificación Copa Mundial 2022 | Sí    | Bosnia y Herzegovina | Bandera de Bosnia y Herzegovina | 0:1       | Bandera de Francia   | Francia   |
| 15 de junio de 2021     | Múnich      | Eurocopa 2020                   |       | Alemania             | Bandera de Alemania             | -:-       | Bandera de Francia   | Francia   |
| 19 de junio de 2021     | Budapest    | Eurocopa 2020                   |       | Hungría              | Bandera de Hungría              | -:-       | Bandera de Francia   | Francia   |
| 23 de junio de 2021     | Budapest    | Eurocopa 2020                   |       | Francia              | Bandera de Francia              | -:-       | Bandera de Portugal  | Portugal  |

#### Participaciones en torneos FIFA, UEFA de la Selección absoluta en 2020-2021
| Torneo                | Fase final  | Pts. | PJ | PG | PE | PP | GF | GC | Dif. |
| --------------------- | ----------- | ---- | -- | -- | -- | -- | -- | -- | ---- |
| Eurocopa 2020         | Por definir |      |    |    |    |    |    |    |      |
| Liga Naciones 2020-21 | Por definir |      |    |    |    |    |    |    |      |

### Juveniles

#### Participaciones en torneos FIFA, UEFA de las Selecciones juveniles masculinas en 2020-2021
| Torneo                  | Fase final  | Pts. | PJ | PG | PE | PP | GF | GC | Dif. |
| ----------------------- | ----------- | ---- | -- | -- | -- | -- | -- | -- | ---- |
| Eurocopa Sub-21 de 2021 | Por definir |      |    |    |    |    |    |    |      |
| Eurocopa Sub-19 de 2021 | Por definir |      |    |    |    |    |    |    |      |
| Eurocopa Sub-17 de 2021 | Por definir |      |    |    |    |    |    |    |      |

## Selecciones nacionales femeninas

### Juveniles

#### Participaciones en torneos FIFA, UEFA de las Selecciones juveniles femeninas en 2020-2021
| Torneo               | Fase final  | Pts. | PJ | PG | PE | PP | GF | GC | Dif. |
| -------------------- | ----------- | ---- | -- | -- | -- | -- | -- | -- | ---- |
| Euro Femenino Sub-19 | Por definir |      |    |    |    |    |    |    |      |
| Euro Femenino Sub-17 | Por definir |      |    |    |    |    |    |    |      |